# Pierre Jaquet-Droz

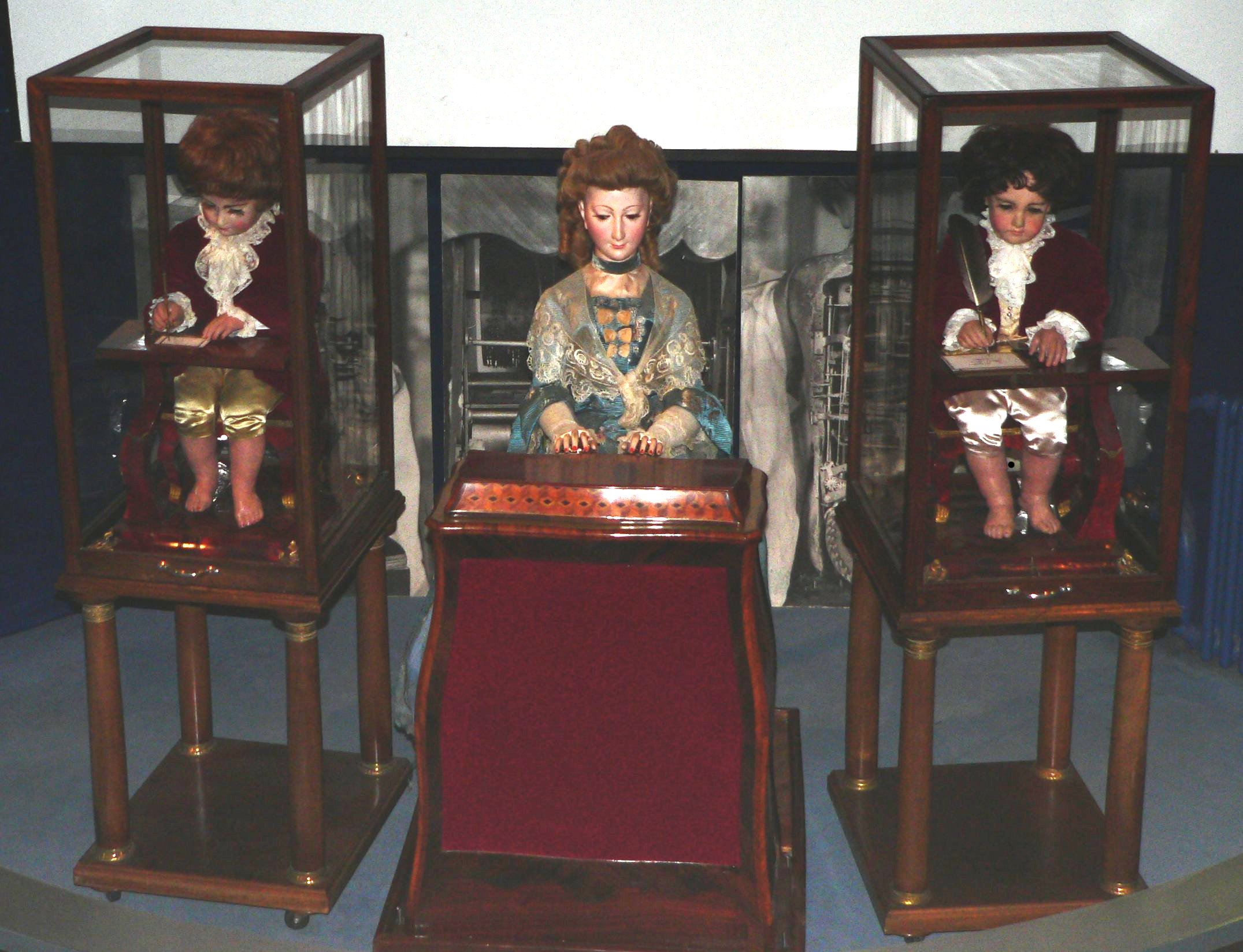
De drie automata's.

Pierre Jaquet-Droz (1721–1790) was een horlogemaker uit Neuchâtel die in Genève, Londen en Parijs woonde en werkte. Hij is bekend door de drie automatons, genaamd automata's die door hem en zijn zoon Henri-Louis (1752-1791), en Jean-Frédéric Leschot (1746-1824), werden gebouwd. De poppen worden geprogrammeerd d.m.v. nokken.
De drie automatons, die te bezichtigen zijn in het Musée d'Art et d'Histoire in Neuchâtel, zijn:
- De musicus: Een vrouwelijke pop die met haar vingers een klein, echt werkend, orgel bespeelt. Tijdens het spelen kijkt ze naar haar vingers, zie je haar borst bewegen alsof ze ademt en beweegt ze haar hoofd.
- De tekenaar: Een jongen die vier verschillende tekeningen kan maken.
- De schrijver: Dit is de meest complexe robot omdat deze een programmeerbare brief kan schrijven. De tekst wordt van tevoren letter voor letter ingevoerd op verschillende wielen waarna de robot de tekst gaat schrijven. De pop maakt gebruik van een ganzenveer en een inktpot waar hij de veer tussendoor in doopt om vervolgens een beweging met de pols te maken om overtollige inkt kwijt te raken. Zijn ogen volgen de beweging van zijn eigen pen.

Ook de eerste mechanische zangvogel is mogelijk door Pierre Jaquet-Droz gebouwd.